# Ледерер, Отто
Отто Ледерер (англ. Otto Lederer; 17 апреля 1886 — 3 сентября 1965) — американский актёр кино, австро-венгерского происхождения. С 1912 по 1933 год снялся в 120 фильмах. Самыми заметными его ролями было участие в фильме «Певец джаза» и небольшая роль в фильме Лорела и Харди «Твое дело — труба!».
Отто Ледерер родился в Праге, и умер в Лос-Анджелесе. Он был женат на актрисе Гретхен Ледерер. Отто Ледерер похоронен на кладбище Форест-Лаун.

## Избранная фильмография
- 1914 — Captain Alvarez — Дон Арана
- 1918 — The Woman in the Web — полковник Бормск
- 1919 — Cupid Forecloses — почтмейстер
- 1919 — Over the Garden Wall — Джеймс Барстоу
- 1919 — The Little Boss — Ред О’Рурк
- 1920 — The Dragon’s Net — Кинг Карсон
- 1921 — The Avenging Arrow
- 1921 — Без благославления церкви / Without Benefit of Clergy — Аган
- 1922 — White Eagle — Грей Вулф
- 1922 — Forget Me Not — музыкант Рудольфо
- 1923 — The Gown Shop — слушатель
- 1924 — The Sword of Valor
- 1925 — Волшебник страны Оз / Wizard of Oz — посол Уиккед
- 1926 — The Cruise of the Jasper B — аукционист
- 1926 — That Model from Paris — мистер Кац
- 1927 — Певец джаза / The Jazz Singer — Мойша Юдлесон
- 1928 — Твое дело – труба! / You’re Darn Tootin’ — лидер группы
- 1932 — Знак креста / The Sign of the Cross